# Gaarkeuken (eetgelegenheid)

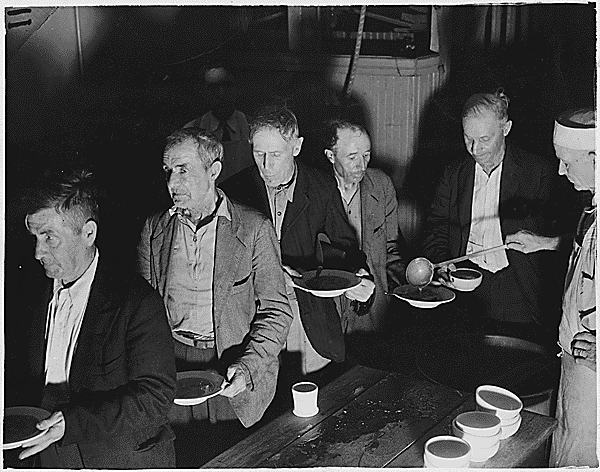
Gaarkeuken in Washington in 1936

Een gaarkeuken (ook: volkskeuken) is een grote keuken waar voor armen, slachtoffers van oorlog en geweld of vluchtelingen en daklozen eenvoudige en voedzame maaltijden worden bereid en waar zij gratis of voor een lage prijs een warme maaltijd kunnen afhalen en zo mogelijk terplekke nuttigen. Gaarkeukens zijn meestal een initiatief van overheden, charitatieve instellingen of kerken. Ook voedselbanken vervullen op dit vlak een functie, niet alleen tijdens een incident maar vaak ook structureel.

## Geschiedenis
Benjamin Thompson beweerde dat hij de uitvinder was van de gaarkeuken. De behoefte aan gaarkeukens was groot gedurende de Grote Depressie in de Verenigde Staten. In Chicago werd een gaarkeuken gesponsord door de Amerikaanse gangster Al Capone.
Reeds voor en ook gedurende de Tweede Wereldoorlog werden in Nederland gaarkeukens ingezet om de ergste honger van grote groepen inwoners te stillen. In de hongerwinter was vrijwel iedereen in het westen van Nederland afhankelijk van de gaarkeuken.

## Video's
- Filmpje uit 1953 over een mobiele gaarkeuken van de Nederlandse Bescherming Bevolking
- Bioscoopjournaal uit mei 1945. Reportage van de voedselvoorziening aan de Amsterdamse burgers kort na de bevrijding.